# Demonilla
I Demonilla sono un gruppo musicale rock italiano.

## Gli albori
I Demonilla sono un gruppo rock di Napoli che nasce nel 1997 in concomitanza con l'uscita del loro EP di esordio "Demonilla" pubblicato dall'etichetta indipendente napoletana Polosud Records di Ninni Pascale. Il loro repertorio spazia dal rock al metal e include anche cover di band leggendarie quali Rolling Stones, Black Sabbath e Led Zeppelin. Nel 2004 viene pubblicato il loro secondo CD "Voodoo Pizza" con l'etichetta napoletana Cheyenne Records  e, sempre con la stessa etichetta, esce "Evoluzione" nel 2008, feat. Giorgio Zito (fratello di Edoardo ed Eugenio Bennato).
Negli anni, il power trio ha cambiato diverse formazioni, tutte ruotanti intorno ai nomi del cantante chitarrista Francesco Grosso e della bassista Marilina Natoli (sotto contratto RAI negli anni novanta per il programma Big! su RAI 1) che nel 2004 lascia la band per poi ritornare nel 2007. Alla batteria si sono alternati Mariano Barba, Gennaro Barba e Massimiliano Campo. Alle tastiere in Voodoo Pizza ed Evoluzione, ha collaborato Ernesto Vitolo. I Demonilla dal vivo propongono i pezzi tratti dai loro lavori, insieme a un repertorio di cover scelte tra i brani più rappresentativi del migliore Rock anni sessanta - settanta e moderno, al quale donano un tocco personale ed energico. Ricco l'elenco di serate in attivo in tutta l'Italia, da segnalare le apparizioni come support band di Uli Jon Roth degli Scorpions, Kee Marcello degli Europe, Vinnie Moore degli Ufo, Alvin Lee, Banco del Mutuo Soccorso, Camaleonti, Nomadi, Alan Sorrenti e Dik Dik.
Nel 2015 sempre per la Cheyenne Records viene pubblicato l'album "In attesa di giudizio" ancora una volta insieme a Giorgio Zito.

## Gli esordi e i primi successi
L'esordio discografico avviene nel 1997, con il mini CD omonimo Demonilla prodotto dalle edizioni musicali Polosud Records e dagli stessi componenti della band. Quattro i brani, nell'ordine: Chiama il 666, Carpe diem, Ma perdio! (tutti firmati Grosso/Natoli), Thrash (Vairetti) composta per l'occasione da Lino Vairetti, cantante della storica band di rock progressivo degli Osanna. Il disco ottiene recensioni positive da parte delle principali testate italiane (La Repubblica, Il Mattino, Musica di Repubblica, Il Tempo, Il Roma, Il Corriere del Mezzogiorno, Metal Shock, Flash, Il Corriere del Mezzogiorno, Il Corriere della Sera) e da diversi giornali partenopei e incontra subito i favori del pubblico, anche durante le performance live.
Nel 1994, con l'etichetta musicale Cheyenne Records, viene realizzato l'EP Voodoo Pizza composto da due cover, I'm free (Jagger/Richards) e Ma vai, vai (Giorgio Zito) e due brani inediti, Tu sei la mia rovina e Stai con me (entrambi di Grosso/Natoli).
Il 13 giugno 2007 esce Evoluzione lavoro dei Demonilla & Giorgio Zito. Etichetta Discografica Cheyenne Records. Edizioni Musicali Cinquantacinque. 
II CD fonde due generi musicali che, sebbene simili, presentano differenze significative: da un lato il timbro rock contemporaneo dei Demonilla; dall'altro lo stile"rollingstoniano" di Zito, venuto alla ribalta negli anni ottanta. Oltre ad aver composto alcuni brani originali, Francesco Grosso e Marilina Natoli hanno attinto dalla produzione di Zito e Diesel, rendendola attuale e facendo propri il modo di suonare e di cantare. 
Il CD contiene 13 brani: 
01 - Avanti un altro / 02 - Baby Jane / 03 - È inutile / 04 - Troppe volte / 05 - Funny how love can be / 06 - Quel che ti ho dato / 07 - Evoluzione / 08 - Non lo so / 09 - Vieni qua / 10 - Uomo solo / 11 - Mille / 12 - Non dirmi mai il tuo cognome / 13 - Luna antica
In Evoluzione  alla voce si sono alternati Francesco Grosso e Giorgio Zito, mentre il brano che chiude il CD (Luna antica) è stato cantato da Marilina Natoli. 
Nel corso della realizzazione del progetto si sono uniti alla band Ernesto Vitolo alle tastiere, Gigi De Rienzo nelle vesti di produttore artistico e bassista di vari brani cantati da Giorgio Zito; Eugenio Bennato alla fisarmonica; Franco Giacoia e Guido Magliaro come chitarristi aggiunti in alcuni brani, Agostino Marangolo come batterista in due canzoni; Lino Vairetti, cantante degli Osanna all'armonica e Annibale Guarino al sax. 
Il CD è stato prodotto da Giorgio Bennato per l'etichetta napoletana Cheyenne Records.

## 2008-2012 Il ritorno di Barba
La band nell'estate del 2007 si esibisce, presentando il cd Evoluzione al prestigioso festival rock Afrakà organizzato dal leader degli Osanna, Lino Vairetti, con Massimiliano Campo alla batteria.
Nel 2008 si riavvicina alla band Gennaro Barba che diventa il batterista ufficiale della band, senza mai tralasciare i numerosi ed importanti impegni con gli Osanna.
Nel luglio del 2009 la band si esibisce ancora una volta ad Afrakà ma per questioni di etica e di rispetto verso Osanna che si esibiranno nella stessa manifestazione, la band decide di richiamare per quella sera, Massimiliano Campo alla batteria e Giulio Riccelli alla chitarra solista.

## 2012-2013
La band entra in sala nel 2013 per registrare il nuovo album; le sessioni di registrazione effettuate all'Italy Sound Lab di Alfonso La Verghetta, vedono ancora la partecipazione massiccia di Ernesto Vitolo alle tastiere e all'Hammond, la presenza di Giorgio Bennato come cantante in alcuni brani e di Lino Vairetti, storico cantante degli Osanna come autore del brano "Che puoi dirmi" e ai cori. L'album è stato pubblicato nel 2015.

## Discografia
- Demonilla (1997) Polosud Records
- Voodoo Pizza (2004) Cheyenne Records
- Evoluzione (2007) Cheyenne Records
- In attesa di giudizio (2015) Cheyenne Records